# 韋文李
韋文李（越南语：／；1830年9月23日—1905年10月24日），越南阮朝官員，岱依族人。

## 生平
韋文李是諒山省長慶府祿平州屈舍總屈舍社（今諒山省祿平縣屈舍社）人，明命十一年八月初七日（1830年9月23日）出生於一個岱依族貴族家庭。嗣德後期，韋文李任長慶知府。後因鎮壓北圻民亂不力，降為幫辦，再因鎮壓不力，革職留任。後升為侍講學士，領諒山布政使。同慶二年（1887年）正月，諒平權撫阮輝璘回休，韋文李暫代巡撫一職。不久升侍郎銜，領諒平巡撫。次年（1888年）十一月，韋文李以年邁為由，請求致事。阮廷認為韋文李不合致事之例，理應懲處。但他是土人出身，不熟體例，免於處罰。
成泰年間，韋文李升授總督銜，仍領諒平巡撫。成泰九年（1897年），阮廷以韋文李歷仕有年，屢建軍功，特封為長派男。後又升授協辦大學士銜。
成泰十七年九月二十六日（1905年10月24日），韋文李去世，壽七十六歲。

## 子女
- 子韋文琔，太平總督，封安福男。
- 子韋文琳，太原布政使。